# Leichtathletik-Weltmeisterschaften 2023/Teilnehmer (Lettland)
| Gelbes Symbol für Goldmedaillen mit stilisierten Olympischen Ringen | Graues Symbol für Silbermedaillen mit stilisierten Olympischen Ringen | Braundes Symbol für Bronzemedaillen mit stilisierten Olympischen Ringen |
| ------------------------------------------------------------------- | --------------------------------------------------------------------- | ----------------------------------------------------------------------- |
| —                                                                   | —                                                                     | —                                                                       |

Der Leichtathletikverband von Lettland nimmt an den Leichtathletik-Weltmeisterschaften 2023 in Budapest teil. Neun Athletinnen und Athleten wurden vom lettischen Verband nominiert.

## Ergebnisse

### Männer

#### Laufdisziplinen
| Athlet           | Disziplin   | Vorlauf | Vorlauf | Halbfinale | Halbfinale | Finale    | Finale |
| Athlet           | Disziplin   | Zeit    | Platz   | Zeit       | Platz      | Zeit      | Platz  |
| ---------------- | ----------- | ------- | ------- | ---------- | ---------- | --------- | ------ |
| Arnis Rumbenieks | 35 km Gehen |         |         |            |            | 2:43:36 h | 32     |

#### Sprung/Wurf
| Athlet              | Disziplin | Qualifikation | Qualifikation | Finale     | Finale |
| Athlet              | Disziplin | Weite/Höhe    | Platz         | Weite/Höhe | Platz  |
| ------------------- | --------- | ------------- | ------------- | ---------- | ------ |
| Gatis Čakšs         | Speerwurf | 74,42 m       | 33            | DNQ        | DNQ    |
| Patriks Gailums     | Speerwurf | 77,43 m       | 21            | DNQ        | DNQ    |
| Rolands Štrobinders | Speerwurf | 74,46 m       | 29            | DNQ        | DNQ    |

### Frauen

#### Laufdisziplinen
| Athletin      | Disziplin | Vorlauf         | Vorlauf | Halbfinale | Halbfinale | Finale | Finale |
| Athletin      | Disziplin | Zeit            | Platz   | Zeit       | Platz      | Zeit   | Platz  |
| ------------- | --------- | --------------- | ------- | ---------- | ---------- | ------ | ------ |
| Gunta Vaičule | 400 m     | 51,36 s SB      | 25      | DNQ        | DNQ        | –      | –      |
| Agate Caune   | 5000 m    | 15:00,48 min PB | 12      |            |            | DNS    | DNS    |

#### Sprung/Wurf
| Athletin          | Disziplin  | Qualifikation | Qualifikation | Finale     | Finale |
| Athletin          | Disziplin  | Weite/Höhe    | Platz         | Weite/Höhe | Platz  |
| ----------------- | ---------- | ------------- | ------------- | ---------- | ------ |
| Rūta Kate Lasmane | Dreisprung | 13,87 m       | 19            | DNQ        | DNQ    |
| Anete Kociņa      | Speerwurf  | 61,27 m       | 8             | 63,18 m SB | 4      |
| Līna Mūze-Sirmã   | Speerwurf  | 63,50 m       | 1             | 58,43 m    | 9      |